# التوأم، المنافس
التوأم، المنافس (بالتاغالوغية: Kambal, Karibal)‏ هي مسلسل تلفزيوني فلبيني تم بثه على جي إم أي الشبكة في عام 2017.

## روابط خارجية
- التوأم، المنافس على موقع IMDb (الإنجليزية)
- التوأم، المنافس على موقع قاعدة بيانات الفيلم (الإنجليزية)